# Gottlieb Redecker

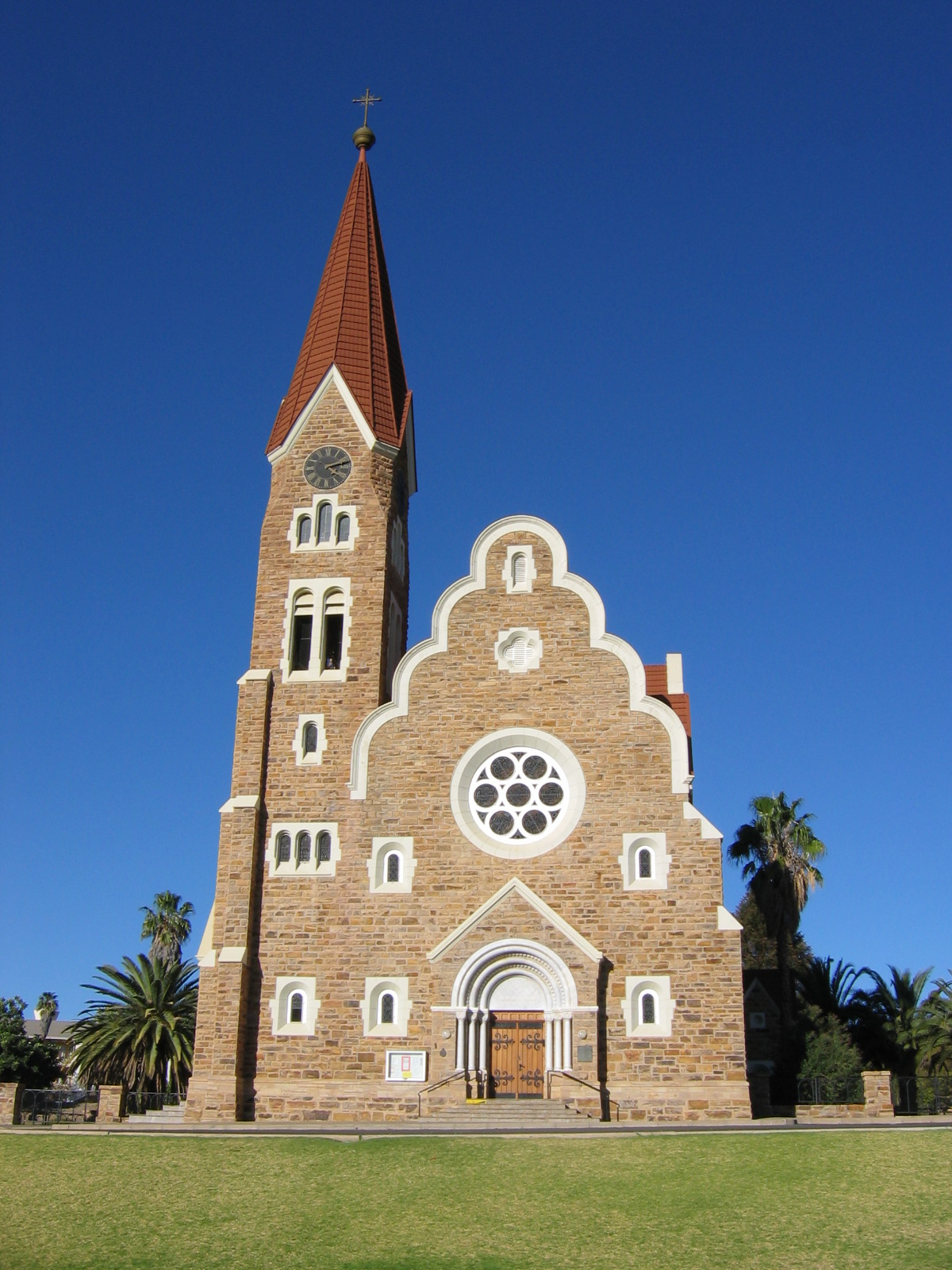
Christuskirche in Windhoek

Gottlieb Wilhelm Eduard Redecker (* 30. April 1871 in Otjimbingwe; † 21. Januar 1945 in Gütersloh) war ein deutscher Bauingenieur in Deutsch-Südwestafrika, dem heutigen Namibia.

## Leben
Gottlieb Redecker war der erste Sohn von sieben Kindern aus der Ehe des Missionars Johann Wilhelm Redecker und Maria Kardine Amalie Gronemeyer. Der Vater (1836–1911) kam 1867 aus Bielefeld (Westfalen) nach Otjimbingwe ins spätere Deutsch-Südwestafrika.
Gottlieb war einer der ersten Schüler im heute bekannten Augustineum, welches später auch von den Söhnen des legendären Hererohäuptlings Samuel Maharero besucht wurde. Nach dem Tod seiner Mutter wurde er mit 11 Jahren in Begleitung von Missionsleuten zur Ausbildung nach Deutschland geschickt. Nach Abschluss der höheren Schule wurde er zum Bauingenieur ausgebildet.
Am 25. Januar 1898 heiratete er Johanna Marie Elise Kornfeld und hatte mit ihr eine Tochter.
Nach einem zweiten Aufenthalt in Deutschland kam er wieder zurück nach Otjimbingwe und wurde 1901 Leiter des Bauwesens bei dem Kaiserlichen Gouvernement. Hier begann seine Karriere als erster Architekt des Landes.
Gottlieb Redecker war ein „Südwester Kind“. Er sprach fließend Damara und Herero und kannte Land und Leute gründlich. Durch seine Sprachkenntnisse und früheren Schulbekanntschaften hatte er Zugang zu den führenden einheimischen Persönlichkeiten.
Als Architekt zeichnete Gottlieb Redecker verantwortlich für eine große Anzahl Bauten im Land, besonders mit der berühmten Christuskirche und dem „Tintenpalast“ (Regierungsgebäude) setzte er sich ein Denkmal. Der dritte und beste Versuch der Christuskirche in neoromanischem Stil wurde schließlich genehmigt. Er hat nicht nur die Bauzeichnungen angefertigt, sondern anschließend auch die Bauleitung unter widrigen Umständen bis zum Schluss unentgeltlich durchgeführt. Der Bau wurde am 15. Oktober 1910 nach etwa dreijähriger Bauzeit festlich eingeweiht.
Auch die Christus-Kirche in Karibib wurde nach seinen Entwürfen gebaut und 1910 eingeweiht, ebenso das 1907 errichtete und 1908 eingeweihte Elisabethhaus in Windhoek.
Nach dem Ende des Ersten Weltkrieges – in Südwestafrika mit dem Frieden von Khorab – wurde Gottlieb aus der Internierung in Kimberley (Südafrika) befreit und blieb bis 1921 in Südwestafrika. 1931 wurde er in den Ruhestand versetzt und starb 1945 bei einem Bombenangriff in seinem Haus in Gütersloh. Dort befindet sich auch sein Grab.

## Bauwerke (Auswahl)
- Alte Feste in Windhoek; ab 1901
- Alte Post in Keetmanshoop; 1910
- Christuskirche in Windhoek; 1907–1910
- Elisabethhaus, Windhoek
- Tintenpalast, in Windhoek; 1912–1913
- Windmotor Otjimbingwe in Otjimbingwe; 1896